# Natalia Pogonina
Natalia Andrejevna Pogonina (Russisch: Наталья Андреевна Погонина) (Vladivostok, 9 maart 1985) is een Russisch schaakster en grootmeester bij de vrouwen (WGM). Ze is lid van het Russisch Olympische schaakteam.

## Carrière
Pogonina leerde schaken van haar grootvader toen ze vijf jaar oud was. Na het winnen van een schoolschaaktoernooi in 1993 begon ze zich serieus op het schaken toe te leggen. In 1998 won ze het Russische jeugdkampioenschap voor onder de veertien. In 2004 werd haar door de FIDE de grootmeestertitel voor vrouwen (WGM) toegekend.
In 2009 werd ze bij het Europees kampioenschap schaken derde bij de vrouwen.
In 2011, 2013 en 2015 zat ze in het Russische vrouwenteam bij het Wereldkampioenschap schaken voor landenteams; het team eindigde resp. als tweede, derde en tweede. In datzelfde jaar maakte ze deel uit van het vrouwenteam bij het Europees schaakkampioenschap voor landenteams; het team behaalde de eerste plaats.
In 2015 behaalde ze de finale van het Wereldkampioenschap schaken vrouwen, waarin ze verloor van Maria Moezytsjoek.

## Persoonlijk
Pogonina studeerde in Saratov voor een Master of Arts. Ze woont daar met haar echtgenoot en kind.